# ナーゴ＝トルボレ
ナーゴ＝トルボレ（イタリア語: Nago-Torbole）は、イタリア共和国トレンティーノ＝アルト・アディジェ州トレント自治県にある、人口約2,900人の基礎自治体（コムーネ）。

## 地理

### 位置・広がり
トレント自治県南西部、ガルダ湖畔に位置するコムーネ。リーヴァ・デル・ガルダから東南東へ4km、県都トレントから南西へ28kmの距離にある。

#### 隣接コムーネ
隣接するコムーネは以下の通り。括弧内のVRはヴェローナ県所属を示す。

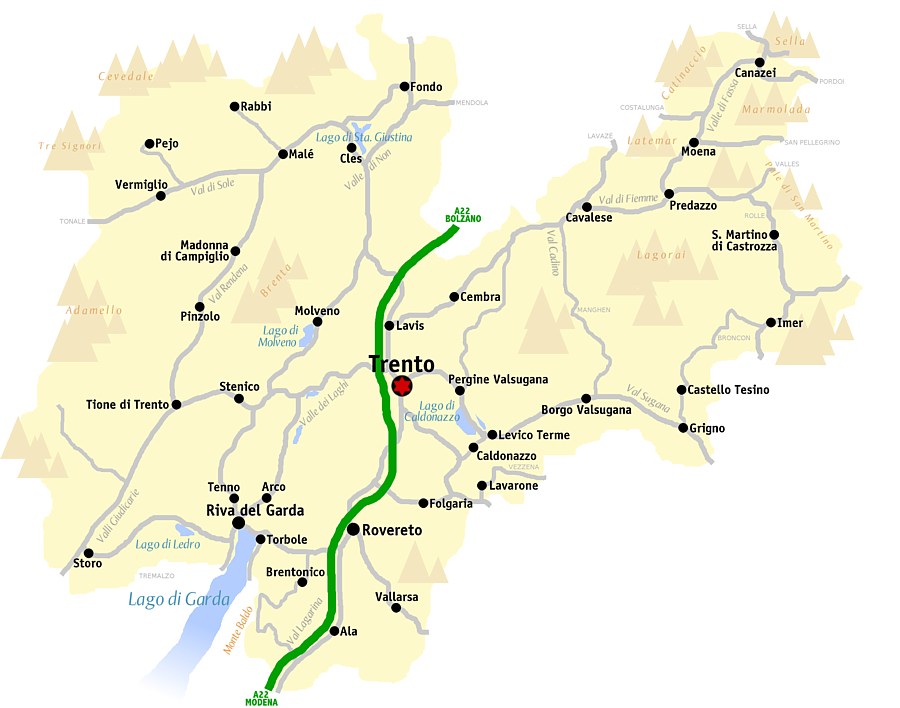
トレント県概略図

- アルコ
- ブレントーニコ
- レードロ (モリーナ・ディ・レードロ)
- マルチェージネ (VR)
- モーリ
- リーヴァ・デル・ガルダ

## 行政

### 分離集落
ナーゴ＝トルボレには、以下の分離集落（フラツィオーネ）がある。
- Nago, Tempesta, Torbole (sede comunale)

### Comunita di valle
トレント自治県が設置した広域行政組織 Comunita di valle 「アルト・ガルダ・エ・レードロ」 (it:Comunità Alto Garda e Ledro)  （事務所所在地: リーヴァ・デル・ガルダ）に属する。

## 住民

### 言語
| 少数言語話者の割合（2011年） | 少数言語話者の割合（2011年） | 少数言語話者の割合（2011年） | 少数言語話者の割合（2011年） | 少数言語話者の割合（2011年） |
| ---------------------------- | ---------------------------- | ---------------------------- | ---------------------------- | ---------------------------- |
|                              |                              |                              |                              |                              |
| ラディン語                   | ラディン語                   |                              | 0.5%                         | 0.5%                         |
| モケーニ語                   | モケーニ語                   |                              | 0.0%                         | 0.0%                         |
| チンブロ語                   | チンブロ語                   |                              | 0.3%                         | 0.3%                         |

2011年10月9日に行われた国勢調査によれば、若干のラディン語話者およびチンブロ語話者がいる。